# Медаль «За похвальну службу в Збройних силах» (США)
Меда́ль «За похва́льну слу́жбу в Збро́йних си́лах» (США) (англ. Defense Meritorious Service Medal) — військова нагорода США. Медаль належить до однієї з найвищих військових нагород, що вручаються міністерством оборони США присвоюється військовослужбовцям країни, котрі «відзначилися похвальним виконанням свого обов'язку, видатні досягнення у військовій службі не пов'язаної з бойовими діями», що не підпадають під критерії нагородження медаллю за відмінну службу в Збройних силах.
Нагорода була заснована 3 листопада 1977 Указом Президента країни №12019 Дж. Картером і вручається від імені Державного секретаря міністерства оборони для заохочення військових за старанність та службу у небойовій обстановці в лавах об'єднаних структур управління Збройних сил.